# 今村荒男

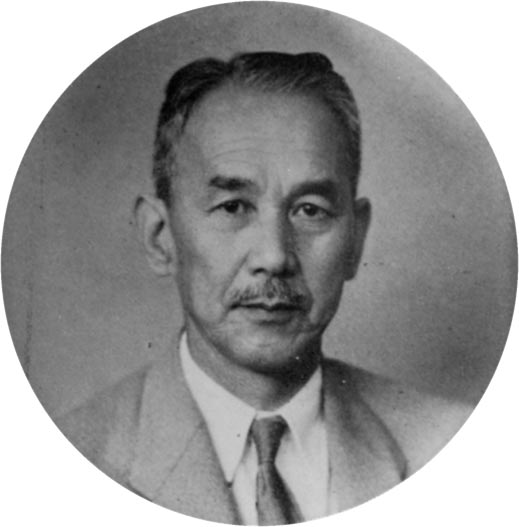
今村荒男

今村 荒男（いまむら あらお、1887年（明治20年）10月13日 - 1967年（昭和42年）6月13日）は、日本の内科医学者。学位は、医学博士。大阪大学名誉教授。大阪大学総長。日本学士院会員。文化功労者。

## 経歴
奈良県生駒郡安堵町出身。衆議院議員今村勤三の四男。今村幸男、今村奇男の弟。1912年、東京帝国大学医科大学卒業。東京帝国大学伝染病研究所に入る。1922年、医学博士の学位を取得。1925年、大阪府立医科大学教授に就任。1931年、大阪帝大教授。微生物病研究所長、奈良県立医学専門学校（奈良県立医科大学の前身）初代校長、大阪大学学長を歴任する。1951年、日本学士院会員。1960年、文化功労者。

## 人物

### 業績
日本で初めてBCGワクチンの人体接種を行い、結核予防と治療に尽力した。

### 阪大総長時代
大阪大学第5代総長を務め、総長時代には法文学部（旧制）の新設に尽力し、医学・理学・工学の3学部で発足した同大学の総合大学としての礎を築いた。

### 今村賞
日本結核病学会では、学会賞として「今村賞」を設けている。これは、今村が日本の結核研究の草わけのひとりとして貢献し、大阪大学での結核研究の伝統を築いたことを記念して、優れた結核研究の成果を上げた研究者を顕彰するものである。

### 人柄
宗教は禅宗。趣味は謡曲。住所は兵庫県西宮市南郷町。

## 家族・親族
今村家
- 妻・ハル（1897年 - ?、男爵・石田八弥の三女[4]、石田英一郎の姉[1][3]）
- 長男[1]
- 長女[1]
- 二女[1]
- 三女[1]
- 四女[1]

親戚
- 石田英一郎（文化人類学者）
- 今村幸男（銀行家）
- 今村奇男 - 大日本紡績（現・ユニチカ）常務取締役・相談役を務めた。
- 今村文吾（医師）

## 著書
- 『肺結核の常識』改造社 1932